# Estação Acatitla
A Estação Acatitla é uma das estações do Metrô da Cidade do México, situada na Cidade do México, entre a Estação Peñón Viejo e a Estação Santa Marta. Administrada pelo Sistema de Transporte Colectivo, faz parte da Linha A.
Foi inaugurada em 12 de agosto de 1991. Localiza-se no cruzamento do Estrada Ignacio Zaragoza com a Rua Sentimientos de la Nación. Atende o bairro Santa Martha Acatitla, situado na demarcação territorial de Iztapalapa. A estação registrou um movimento de 4.832.704 passageiros em 2016.